# Petare Fútbol Club
Il Deportivo Petare Fútbol Club è una squadra di calcio del Venezuela. Fino all'agosto del 2010 il suo nome era Deportivo Italia, in quanto squadra rappresentante della locale comunità italiana; tale modifica tuttavia ha suscitato diverse opposizioni, anche di tipo legale.. Dal 2023 si chiama Deportivo Miranda (e milita nella seconda divisione del calcio venezuelano).

## Storia
Il Deportivo Italia fu fondato a Caracas il 18 agosto del 1948 da un gruppo di italiani emigrati nel Venezuela: Carlo Pescifeltri, Lorenzo Tommasi, Bruno Bianchi, Giordano Valentini, Samuel Rovatti, Angelo Bragaglia, Giovanni Di Stefano, Giuseppe Pane, Luca Molinas e Alfredo Sacchi.
Gli anni d'oro della squadra (soprannominata "Azules", ad imitazione degli "Azzurri" della Nazionale italiana) furono quelli dell'Era D'Ambrosio, che durò dal 1958 al 1978.
In questi anni sessanta e settanta la storia calcistica del Deportivo Italia fu caratterizzata da notevoli risultati anche nella Copa Libertadores. Infatti nella Coppa Libertadores del 1971 il Deportivo Italia fu finanche capace di battere il Fluminense (Campione del Brasile) nello stadio Maracanã di Rio de Janeiro: la vittoria fu celebrata da tutta la stampa sudamericana come "Piccolo Maracanazo".

### Era D'Ambrosio
Nel 1958 Mino D'Ambrosio prese la gestione del Deportivo Italia insieme al fratello Pompeo D'Ambrosio (che diresse il settore finanziario della squadra).
Per i successivi venti anni la squadra fu la migliore del Venezuela, ed ogni anno ottenne un primo o secondo posto nei maggiori Tornei di calcio del Venezuela (con risultati positivi anche nella Copa Libertadores).
In quegli anni (chiamati "dorati" dai suoi tifosi) il Deportivo Italia vinse quattro volte il titolo di Campione del Venezuela (1961, 1963, 1966 e 1972) e tre volte la Coppa Venezuela (1961, 1962 e 1970). Inoltre fu secondo nel Campionato di Prima Divisione del Venezuela nel 1965, 1968, 1969, 1970 e 1971 e nella Coppa Venezuela nel 1976.
Gli "Azules" parteciparono anche nella Copa Libertadores del Sudamerica in rappresentanza del Venezuela sei volte (1964, 1966, 1967, 1969, 1971 e 1972). Nell'edizione del 1964 furono la prima squadra venezuelana ad accedere al secondo turno eliminatorio della Coppa dei Campioni del Sudamerica Coppa Libertadores 1964.
Nella Coppa Libertadores del 1971 il Deportivo Italia riuscì a battere per 1 a 0 il Fluminense (Campione del Brasile) nello stadio Maracanã di Rio de Janeiro.

### Deportivo Italchacao
Nell'agosto 1998 il Deportivo Italia - passato sotto il controllo della multinazionale italiana Parmalat - divenne “Deportivo Italchacao Fútbol Club, S.A.”, mantenendo i colori, il logo e la storia della squadra degli "Azules" della comunità italiana nel Venezuela.
L'Italchacao vinse il campionato venezuelano nel 1999 e ne fu secondo l'anno successivo.
Dopo la crisi che scosse la Parmalat nel 2003 (Crack Parmalat), l'ItalChacao cominciò a mancare di sostegno e sprofondò nella seconda divisione venezuelana. Con nuovi sponsor (subentrati alla Parmalat), nella stagione 2006/2007, la squadra tornò ad avere il suo nome originale di Deportivo Italia al posto di quello di ItalChacao.

### Ritorno alle origini
Nel 2007 la squadra riprese il suo nome storico di "Deportivo Italia", sotto la Direzione Tecnica di Raul Cavalieri e la Presidenza dell'Italo-venezuelano Eligio Restifo. Nel campionato 2007/2008 si è classificato al quarto posto e nel 2008/2009 al secondo posto, perdendo la finale con il Caracas Fútbol Club.
Dal 2023 si chiama "Deportivo Miranda" e sul suo logo porta la data di fondazione, che avvenne nel 1948.

## Stadio
Durante l'Era D'Ambrosio il Deportivo Italia giocò sempre nello Stadio Olimpico di Caracas, ma con la crisi Parmalat l'ItalChacao fu costretto ad usare il meno dispendioso Stadio "Brígido Iriarte", con capacità di soli 15 000 spettatori. Attualmente gioca nuovamente nell'Estadio Olímpico de la Ciudad Universitaria di Caracas, che ha una capacità di oltre 30 000 posti.

## Colori
I colori sono gli stessi della Nazionale di calcio dell'Italia, azzurro e bianco.

## Palmarès

### Competizioni nazionali
- Prima Divisione Venezuelana (5 titoli): 1961, 1963, 1966, 1972 (e 1999 col nome Deportivo ItalChacao)

- Prima Divisione Venezuelana (Secondo posto): 1965, 1968, 1969, 1970, 1971, 1984 (e 2000 come ItalChacao)

- Copa Venezuela: 3

1961, 1962, 1970

### Altri piazzamenti
- Copa Venezuela:

Finalista: 1976

## Rosa
Aggiornata al 2013.
| N. |                      | Ruolo | Calciatore                     |
| -- | -------------------- | ----- | ------------------------------ |
| ?  | Venezuela (bandiera) | P     | Geancarlos Martinez (capitano) |
| ?  | Venezuela (bandiera) | P     | Giancarlo Schiavonne           |
| ?  | Venezuela (bandiera) | P     | Michel COfrades                |
| ?  | Venezuela (bandiera) | D     | Gabriel Benitez                |
| ?  | Venezuela (bandiera) | D     | Jackson Clavijo                |
| ?  | Venezuela (bandiera) | D     | Javier González Tupper         |
| ?  | Venezuela (bandiera) | D     | Carlos Quintero                |
| ?  | Venezuela (bandiera) | D     | Alejandro Valldeperas          |
| ?  | Venezuela (bandiera) | D     | Juan Pablo Villarroel          |
| ?  | Uruguay (bandiera)   | D     | Juan Péndola                   |
| ?  | Venezuela (bandiera) | C     | Francisco Aristeguieta         |
| ?  | Venezuela (bandiera) | C     | Francisco Campos               |
| ?  | Venezuela (bandiera) | C     | Luis Martínez                  |
| 8  | Venezuela (bandiera) | C     | Alain Giroletti                |
| ?  | Venezuela (bandiera) | C     | David Centeno                  |
| ?  | Venezuela (bandiera) | C     | Felix Casseres                 |

| N. |                      | Ruolo | Calciatore            |
| -- | -------------------- | ----- | --------------------- |
| ?  | Venezuela (bandiera) | C     | Michael Covea         |
| ?  | Venezuela (bandiera) | C     | Robert Garcés         |
| ?  | Venezuela (bandiera) | C     | Jesús Quintero        |
| ?  | Venezuela (bandiera) | C     | José Torres           |
| ?  | Venezuela (bandiera) | A     | Jose Francisco Parada |
| ?  | Venezuela (bandiera) | A     | Kleudes García        |
| ?  | Venezuela (bandiera) | A     | Heiber Diaz           |
| ?  | Venezuela (bandiera) | A     | Lewis Zapata          |